# キャロル郡 (アイオワ州)
キャロル郡（英: Carroll County）は、アメリカ合衆国アイオワ州の西部に位置する郡である。2010年国勢調査での人口は20,816人であり、2000年の21,421人から2.8％減少した。郡庁所在地はキャロル市（人口10,103人）であり、同郡で人口最大の都市でもある。キャロル郡は1851年に設立され、郡名はアメリカ独立宣言に署名したキャロルトンのチャールズ・キャロルに因んで名付けられた。

## 歴史
キャロル郡は1851年1月15日に、ポタワタミー郡郡から分離して設立された。郡名はアメリカ独立宣言に署名したメリーランド州キャロルトンのチャールズ・キャロルに因んで名付けられた。独立宣言の署名者としては唯一ローマ・カトリック教徒であり、最後まで生き残っていた者でもあった。1855年、キャロルトンで郡政府が組織化され、1858年に最初の郡庁舎が建設された。1869年、郡庁所在地はキャロルシティ（現在のキャロル）に移された。キャロルシティは郡の中央に位置しており、またシカゴ・アンド・ノースウェスタン鉄道に接続されていた。郡庁舎は1886年に火事で焼失した。現在の庁舎は1965年に建設されたものである。近い将来に工事が行われる予定である。

## 地理
アメリカ合衆国国勢調査局に拠れば、郡域全面積は570.24平方マイル (1,476.9 km2)であり、このうち陸地569.31平方マイル (1,474.5 km2)、水域は0.92平方マイル (2.4 km2)で水域率は0.16％である。

### 主要高規格道路
- アメリカ国道30号線
- アメリカ国道71号線
- アイオワ州道141号線

### 隣接する郡
- サク郡 - 北西
- カルフーン郡 - 北東
- グリーン郡 - 東
- ガスリー郡 - 南東
- オーデュボン郡 - 南
- クロウフォード郡 - 西

## 人口動態

### 2010年国勢調査
以下は2010年国勢調査による人口統計データである。
基礎データ
- 人口: 20,816人
- 人口密度: 14人/km2（37人/mi2）
- 住居数: 9,376軒
- 使用住居: 8,683軒[5]

### 2000年国勢調査

2000人口ピラミッド

以下は2000年国勢調査による人口統計データである。
| 基礎データ - 人口: 21,421人 - 世帯数: 8,486 世帯 - 家族数: 5,668 家族 - 人口密度: 15人/km2（38人/mi2） - 住居数: 9,019軒 - 住居密度: 6軒/km2（16軒/mi2） 人種別人口構成 - 白人: 98.87% - アフリカン・アメリカン: 0.18% - ネイティブ・アメリカン: 0.10% - アジア人: 0.34% - その他の人種: 0.20% - 混血: 0.31% - ヒスパニック・ラテン系: 0.54% 年齢別人口構成 - 18歳未満: 26.9% - 18-24歳: 7.4% - 25-44歳: 25.9% - 45-64歳: 21.0% - 65歳以上: 18.7% - 年齢の中央値: 39歳 - 性比（女性100人あたり男性の人口） - 総人口: 95.1 - 18歳以上: 92.0 | 世帯と家族（対世帯数） - 18歳未満の子供がいる: 32.9% - 結婚・同居している夫婦: 57.0% - 未婚・離婚・死別女性が世帯主: 6.8% - 非家族世帯: 33.2% - 単身世帯: 29.6% - 65歳以上の老人1人暮らし: 15.5% - 平均構成人数 - 世帯: 2.46人 - 家族: 3.07人 収入と家計 - 収入の中央値 - 世帯: 37,275米ドル - 家族: 47,040米ドル - 性別 - 男性: 30,074米ドル - 女性: 21,528米ドル - 人口1人あたり収入: 18,595米ドル - 貧困線以下 - 対人口: 6.5% - 対家族数: 4.5% - 18歳未満: 6.1% - 65歳以上: 8.2% |

## 都市と町
| - アーカディア - ブレダ - キャロル - 郡庁所在地 - クーンラピッズ | - デッダム - グリッデン - ハルバー | - レーンズボロ - リッダーデール - マニング | - ラルストン - テンプルトン - ウィリー |

### 郡区
キャロル郡は16の郡区に分割されている
| - アーカディア - イーデン - エウォルト - グリッデン | - グラント - ジャスパー - ニースト - メイプルリバー | - ニュートン - プレザントバレー - リッチランド - ローゼル | - シェリダン - ユニオン - ワシントン - ウィートランド |